# A Golden Wake
A Golden Wake est un jeu vidéo d'aventure en pointer-et-cliquer développé par Grundislav Games et édité par Wadjet Eye Games, sorti en 2014 sur Windows, Mac et Linux.

## Accueil
- Adventure Gamers : 4/5[1]
- Canard PC : 5/10[2]